# Bärenstein
Bärenstein este o arie protejată (arie specială de conservare — SAC, sit de importanță comunitară — SCI) din Germania întinsă pe o suprafață de 27,12 ha, integral pe uscat.

## Localizare
Centrul sitului Bärenstein este situat la coordonatele 50°45′26″N 6°14′03″E / 50.7572°N 6.2342°E.

## Înființare
Situl Bärenstein a fost declarat sit de importanță comunitară în martie 2001 pentru a proteja un număr necunoscut de specii din flora spontană și fauna sălbatică aflate în arealul zonei. Situl a fost protejat și ca arie specială de conservare în octombrie 2004.

## Biodiversitate
Situată în ecoregiunea continentală, aria protejată conține 1 habitat natural: Pajiști calaminariene cu Violetalia calaminariae.
La baza desemnării sitului se află un număr nedeclarat de specii protejate:
Pe lângă speciile protejate, pe teritoriul sitului au mai fost identificate 3 specii de plante, 5 specii de nevertebrate, 1 specie de reptile.